# Thagria circumcinctus
Thagria circumcinctus är en insektsart som beskrevs av Jacobi 1944. Thagria circumcinctus ingår i släktet Thagria och familjen dvärgstritar. Inga underarter finns listade i Catalogue of Life.